# Gare de Hassi Mameche
La gare de Hassi Mameche est une gare ferroviaire algérienne située sur le territoire de la commune de Hassi Mameche, dans la wilaya de Mostaganem.

## Situation ferroviaire
La gare se situe sur la ligne de Mohammadia à Mostaganem, où elle est précédée de la gare de Aïn Nouïssy et suivie de celle de Mazagran.
| \| Hassi Mameche Mostaganem \| Localisation de la gare de Hassi Mameche dans la wilaya de Mostaganem. |
| Hassi Mameche Mostaganem                                                                              |

## Histoire
Lors de la colonisation, la gare portait le nom de gare de Rivoli.
Située à une altitude de 136,780 m, la gare est mise en service en 1908 lors de l'ouverture de la section de La Macta (dans l'actuelle Mers El Hadjadj) à Mostaganem de l'ancienne ligne de La Macta à Trumelet où elle était située au point kilométrique (PK) 21,600,,.

## Service des voyageurs

### Dessertes
La gare de Hassi Mameche est desservie par les trains régionaux de la liaison Mohammadia - Mostaganem.